# تفشي مرض جدري النسناس في آسيا 2022-2023
يعد تفشي مرض جدري النسناس أو جدري القرود في آسيا في عام 2022 جزءًا من التفشي الحالي لمرض جدري النسناس البشري الناجم عن الفصيلة غرب الإفريقية للفيروس. علمت الهيئات المعنية بتفشي المرض في آسيا في 20 مايو 2022، عندما أبلغت إسرائيل عن حالة مشتبه بها، وفي 21 مايو، أثبتت إيجابية الحالة. اعتبارًا من 25 يوليو 2022، أبلغت سبع دول من غرب آسيا واثنتان من جنوب شرق آسيا وثلاث دول من شرق آسيا ودولة واحدة في جنوب آسيا، إلى جانب روسيا، عن حالات مؤكدة.
اعتبارًا من 24 يوليو 2022، سجلت 156 حالة إجمالًا. تركزت معظم الحالات في منطقة غرب آسيا، حيث سجلت 141 حالة من إجمالي 156 حالة (90.38 %) في المنطقة. سجلت إسرائيل وحدها 114 حالة (≈73.07%)، وأبلغت عن أول انتقال مجتمعي للمرض في 21 يونيو 2022.

## نبذة تاريخية

### الحالات المستوردة قبل تفشي المرض
وفقًا لمنظمة الصحة العالمية، اكتشفت حالات وافدة من جدري النسناس من نيجيريا في إسرائيل وسنغافورة في سبتمبر 2018 ومايو 2019 على التوالي.
في عام 2018، اكتشفت أول حالة وافدة في إسرائيل، عندما وصل رجل يبلغ من العمر 38 عام من ولاية ريفرز بنيجيريا في أواخر سبتمبر إلى إسرائيل، وحينها ظهرت عليه أعراض المرض في نفس الشهر. في وقت لاحق من شهر أكتوبر، طلب المريض رعاية طبية في المركز الطبي شعاري تسيديك في القدس، وعندها أثبتت إصابته بفيروس من فصيلة جدري النسناس غرب الإفريقية. رصدت الهيئات المعنية جميع مخالطي المريض وتابعتهم، ولكنها لم تكتشف أي انتقال للفيروس.

## الوصول
مع انتشار الجائحة في أوروبا في منتصف مايو 2022، أبلغت وزارة الصحة الإسرائيلية عن حالة مشتبه بها لجدري النسناس في البلاد في 20 مايو. أثبتت إيجابية الحالة في 21 مايو، لتصبح الحالة الأولى في إسرائيل وفي آسيا أيضًا خلال فترة تفشي الجائحة هذه المرة.
عاد الرجل البالغ من العمر 30 عام من أوروبا الغربية حيث أصيب بالمرض. ذكرت الوزارة أنه عزل في مستشفى إيتشيلوف العام في تل أبيب.

## التاريخ

### حالات انتقلت عبر آسيا
في مايو ويونيو 2022، أثبتت إصابة اثنين من الأستراليين بجدري النسناس في أستراليا، وقبلها كانا قد أمضيا عدة ساعات في مطارات تقع في جنوب شرق آسيا.
في 30 مايو، أكدت السلطات الصحية التايلاندية بقاء أحد مواطني أستراليا مدة ساعتين في مطار سوفارنابومي كمحطة عبور مؤقتة، وفي نفس الأسبوع أثبتت إصابته بجدري النسناس في أستراليا.
في 6 يونيو، أعلنت وزارة الصحة السنغافورية عن بقاء إحدى الحالات، التي طورت مرض جدري النسناس في نيو ساوث ويلز في أستراليا، في سنغافورة كمحطة عبور مؤقتة في 2 يونيو. عزلت الهيئات المعنية 13 شخص كانوا على اتصال عرضي بهذه الحالات.

### الجدول الزمني للحالات حسب البلد
الجدول الزمني للحالات المؤكدة الأولى حسب البلد أو المنطقة
| التاريخ       | البلد أو المنطقة                |
| 21 مايو 2022  | إسرائيل                         |
| 24 مايو 2022  | الإمارات العربية المتحدة        |
| 15 يونيو 2022 | جورجيا                          |
| 20 يونيو 2022 | لبنان- سنغافورة                 |
| 22 يونيو 2022 | كوريا الجنوبية                  |
| 24 يونيو 2022 | تايوان                          |
| 30 يونيو 2022 | تركيا                           |
| 12 يوليو 2022 | روسيا                           |
| 14 يوليو 2022 | الهند- المملكة العربية السعودية |
| 20 يوليو 2022 | قطر                             |
| 21 يوليو 2022 | تايلاند                         |
| 25 يوليو 2022 | اليابان                         |
| 29 يوليو 2022 | الفلبين                         |
| 2 أغسطس 2022  | قبرص                            |

### الجدول الزمني للحالات المشتبه بها حسب البلد أو الإقليم
امتلك البلدان المذكورة أدناه حالات مشتبه فيها فقط لحظة الإبلاغ. أبلغت بعض البلدان عن حالات مؤكدة بعد إبلاغها عن حالات مشتبه فيها (كتركيا مثلًا). أدرجت الدول عدة مرات حالات مشتبه فيها مرة أخرى بعد نفيها الحالات المشتبه بها مسبقًا.
| التاريخ       | البلد أو المنطقة                       |
| 20 مايو 2022  | إسرائيل (أثبتت في 21 مايو)             |
| 27 مايو 2022  | إيران (نفيت في 4 يونيو)                |
| 28 مايو 2022  | ماليزيا (نفيت في 31 مايو)              |
| 29 مايو 2022  | أفغانستان (نفيت بين 30 مايو و 5 يونيو) |
| 1 يونيو 2022  | كمبوديا (نفيت في 2 يونيو)              |
| 3 يونيو 2022  | الهند (نفيت في 7 يونيو)                |
| 4 يونيو 2022  | تركيا (نفيت في 5 يونيو)                |
| 5 يونيو 2022  | جورجيا (تم التأكيد في 15 يونيو)        |
| 7 يونيو 2022  | بنغلادش (نفيت في 9 يونيو)              |
| 9 يونيو 2022  | بنغلادش (نفيت في 12 يونيو)             |
| 16 يونيو 2022 | نيبال (نفيت في 17 يونيو)               |
| 21 يونيو 2022 | كوريا الجنوبية (أثبتت في 22 يونيو)     |
| 8 يوليو 2022  | الهند (نفيت في 9 يوليو)                |
| 14 يوليو 2022 | الهند (أثبتت في 14 يوليو)              |

## تفشي المرض حسب المناطق والبلدان

### آسيا الغربية

#### جورجيا
كانت جورجيا أول دولة قوقازية وثالث دولة في آسيا وغربها تبلغ عن حالات مؤكدة لمرض جدري النسناس. أبلغت وزارة الصحة عن الحالة الأولى في 15 يونيو 2022.

#### إسرائيل
كانت إسرائيل أول دولة في آسيا وغربها تبلغ عن حالة من هذا المرض.
في 20 مايو، أبلغت إسرائيل عن حالة مشتبه بها من جدري النسناس. عزل المريض في مستشفى إيتشيلوف وأثبتت إصابته بالفيروس في 21 مايو. وفي نفس اليوم، أبلغت عن حالة أخرى مشتبه بها، ولكنها نفيت في اليوم التالي، أي في 22 مايو.
أبلغت إسرائيل عن حالات أخرى في 28 مايو و7 و9 و15 و16 يونيو، ثم أبلغت السلطات عن ثلاث حالات جديدة في 20 يونيو. أعلنت الوزارة في بيان صحفي صدر في 21 يونيو عن إصابة إحدى الحالات محليًا، مؤكدةً حدوث انتقال مجتمعي للمرض في إسرائيل. بلغ المجموع الإجمالي في ذلك اليوم 9 حالات. 
حدثت الهيئات رقم الحالات بانتظام، ونشرت بيانات صحفية على موقع الوزارة على الإنترنت عند تسجيل حالات جديدة. ولكن بعد 21 يونيو، بدأت الوزارة في إصدار تقرير أسبوعي عن الوضع على موقعها الإلكتروني.
في 15 يوليو، أعلن وزير الصحة نيتسان هورويتز عن وصول 2000 جرعة من لقاح جدري النسناس إلى إسرائيل في الأيام المقبلة، مضيفًا أنه تحدث مع بول شابلن، وهو الرئيس التنفيذي لشركة بافاريان نورديك للتقانة الحيوية. كذلك، أعلن هورويتز عن تسجيل الهيئات 90 حالة إجمالًا، وعن عدم حاجة أيًا منها لدخول المستشفى.
أبلغت الهيئات عن تسجيل 96 حالة مؤكدة في إسرائيل حتى 17 يوليو 2022.